# Крістіан Міхарес
Крістіан Міхарес (ісп. Cristian Mijares; 2 жовтня 1981) — мексиканський професійний боксер, чемпіон світу за версіями WBC (2006—2008), WBA (2008) і IBF (2010—2011) в другій найлегшій вазі.

## Професіональна кар'єра
1997 року дебютував на професійному рингу. 12 березня 2004 року завоював титул чемпіона Мексики у другій найлегшій вазі, здобувши перемогу над Томасом Рохасом одностайним рішенням.
18 вересня 2006 року завоював титул «тимчасового» чемпіона WBC у другій найлегшій вазі, перемігши ексчемпіона WBC Кавасіма Кацусіге (Японія) розділеним рішенням. Після одного вдалого захисту був підвищений до повноцінного чемпіона. В наступних боях переміг п'ять суперників, серед яких Кавасіма Кацусіге і Хорхе Арсе (Мексика).
17 травня 2008 року зустрівся в об'єднавчому бою з чемпіоном WBA у другій найлегшій вазі Александером Муньйосом (Венесуела) і переміг розділеним рішенням.
30 серпня 2008 року переміг технічним нокаутом в третьому раунді ексчемпіона світу WBC в найлегшій вазі Чатчай Сасакул (Таїланд). 
1 листопада 2008 року вийшов на об'єднавчий бій проти чемпіона IBF у другій найлегшій вазі Віка Дарчиняна (Вірменія) і програв нокаутом в дев'ятому раунді.
Після поразки від Дарчиняна перейшов до легшої ваги і 14 березня 2009 року вийшов на бій за вакантний титул «тимчасового» чемпіона WBA у легшій вазі проти Нехомара Серменьйо (Венесуела). Поєдинок завершився поразкою Міхареса розділеним рішенням. У негайному реванші 12 вересня 2009 року Міхарес програв Серменьйо одностайним рішенням.
Здобувши чотири перемоги, 11 грудня 2010 року вийшов на бій проти чемпіона IBF в другій найлегшій вазі Хуана Альберто Росаса (Мексика) і здобув перемогу одностайним рішенням. Провівши один вдалий захист, відмовився від звання чемпіона у зв'язку з переходом до другої легшої ваги.
21 квітня 2012 року нокаутував в четвертому раунді Едді Хуліо і завоював вакантний титул WBC Silver у другій легшій вазі. 28 жовтня 2012 року нокаутував в дев'ятому раунді Рафаеля Маркеса і завоював вакантний титул WBC–USNBC у напівлегкій вазі. 20 квітня 2013 року вийшов на бій за вакантний титул чемпіона WBC у другій легшій вазі проти Віктора Террасаса (Мексика) і програв розділеним рішенням.
8 березня 2014 року вийшов на бій проти чемпіона WBC у другій легшій вазі Лео Санта-Круса (Мексика) і програв одностайним рішенням.
До завершення кар'єри провів ще 11 поєдинків.